# 马库斯·埃里克松 (篮球运动员)
马库斯·埃里克松（瑞典語：Marcus Eriksson，1993年12月5日—），瑞典籃球運動員。他現在效力於西班牙籃球甲級聯賽球隊巴塞羅那籃球俱樂部。在2015年NBA選秀中，他被亞特蘭大老鷹選中。